# Teoria așteptării

## Teoria așteptărilor logistice
În cercetarea operațională, teoria așteptării studiază caracteristicile fundamentale ale sistemelor susceptibile de a genera fenomene de așteptare din cauza solicitării unui anumit tip de serviciu de către un număr de „unități” cu sosiri aleatoare.
Fără a fi o teorie matematică propriu-zisă (deoarece nu există o axiomatizare specifică și nici teoreme proprii), teoria așteptării studiază o colecție de modele reprezentative cu un grad cât mai mare de generalizare. Criteriile de clasificare a acestor modele sunt:
- a) legea probabilistică a venirilor (repartiția numărului de sosiri în unitatea de timp, repartiția timpului dintre cele două sosiri etc)
- b) numărul firelor de așteptare
- c) numărul stațiilor de serviciu
- d) disciplina așteptării (regulile de care dispun unitățile la așteptare).

Fenomenele studiate au un caracter aleator, dea ceea teoria așteptării folosește metode de investigație ale statisticii matematice, mai ales elemente ale teoriei proceselor stohastice.

## Teoria așteptărilor psihologice

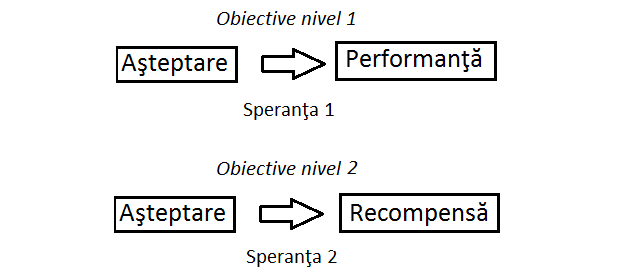

Victor Vroom, în lucrarea sa Work and Motivation, Leadership and Decision Making, este primul care a enunțat această teorie în explicarea motivației în mediul de muncă privind conducerea și luarea deciziilor.